# Squadra estone di Coppa Davis
La squadra estone di Coppa Davis rappresenta l'Estonia nella Coppa Davis, ed è posta sotto l'egida della Eesti Tennise Liit.
La squadra partecipò per la prima volta nel 1935, ma non tornò a farlo prima del 1993. L'Estonia fu infatti invasa dall'Unione Sovietica e costretta a farne parte tra il 1945 e il 1992. Attualmente è inclusa nel Gruppo III della zona Euro-Africana.

## Organico 2019
Vengono di seguito illustrati i convocati per ogni singolo turno della Coppa Davis 2019. A sinistra dei nomi la nazione affrontata e il risultato finale. Fra parentesi accanto ai nomi, il ranking del giocatore nel momento della disputa degli incontri (la "d" indica che il ranking corrisponde alla specialità del doppio).
| Gruppo III - Round Robin | Gruppo III - Round Robin                                                          |
| Macedonia del Nord (3–0) | Jürgen Zopp (433) Vladimir Ivanov (821) Kristjan Tamm (886) Kenneth Raisma (1014) |
| ------------------------ | --------------------------------------------------------------------------------- |

| Gruppo III - Round Robin | Gruppo III - Round Robin                                                          |
| Montenegro (3–0)         | Jürgen Zopp (433) Vladimir Ivanov (821) Kristjan Tamm (886) Kenneth Raisma (1014) |
| ------------------------ | --------------------------------------------------------------------------------- |

| Gruppo III - Round Robin | Gruppo III - Round Robin                                                          |
| Lettonia (2–1)           | Jürgen Zopp (433) Vladimir Ivanov (821) Kristjan Tamm (886) Kenneth Raisma (1014) |
| ------------------------ | --------------------------------------------------------------------------------- |

| Gruppo III - Playoff 1º–4º Posto | Gruppo III - Playoff 1º–4º Posto                                                  |
| Polonia (0–2)                    | Jürgen Zopp (433) Vladimir Ivanov (821) Kristjan Tamm (886) Kenneth Raisma (1014) |
| -------------------------------- | --------------------------------------------------------------------------------- |

## Risultati
= Incontro del Gruppo Mondiale

### 2010-2019
| Anno | Turno                           | Data           | Sede               | Avversario           | Punteggio | Esito     |
| ---- | ------------------------------- | -------------- | ------------------ | -------------------- | --------- | --------- |
| 2010 | Gruppo II, 1º Turno             | 5-7 marzo      | Tallinn (EST)      | Ungheria             | 4–1       | Vittoria  |
| 2010 | Gruppo II, 2º Turno             | 9-11 luglio    | Tallinn (EST)      | Bosnia ed Erzegovina | 2–3       | Sconfitta |
| 2011 | Gruppo II, 1º Turno             | 6-8 marzo      | Tallinn (EST)      | Lituania             | 3–2       | Vittoria  |
| 2011 | Gruppo II, 2º Turno             | 8-10 luglio    | Tuzla (BIH)        | Bosnia ed Erzegovina | 2–3       | Sconfitta |
| 2012 | Gruppo II, 1º Turno             | 10-12 febbraio | Tallinn (EST)      | Lussemburgo          | 5–0       | Vittoria  |
| 2012 | Gruppo II, 2º Turno             | 6-8 aprile     | Inowrocław (POL)   | Polonia              | 1–4       | Sconfitta |
| 2013 | Gruppo II, 1º Turno             | 1-3 febbraio   | Dublino (IRL)      | Irlanda              | 2–3       | Sconfitta |
| 2013 | Gruppo II, Playoff 2º Turno     | 5-7 aprile     | Plovdiv (BGR)      | Bulgaria             | 0–3       | Sconfitta |
| 2014 | Gruppo III, Round Robin         | 7 maggio       | Seghedino (HUN)    | Turchia              | 1–2       | Sconfitta |
| 2014 | Gruppo III, Round Robin         | 9 maggio       | Seghedino (HUN)    | San Marino           | 3–0       | Vittoria  |
| 2014 | Gruppo III, Playoff 5º–8º Posto | 10 maggio      | Seghedino (HUN)    | Malta                | 2–1       | Vittoria  |
| 2015 | Gruppo III, Round Robin         | 15 luglio      | San Marino (SMR)   | Liechtenstein        | 3–0       | Vittoria  |
| 2015 | Gruppo III, Round Robin         | 17 luglio      | San Marino (SMR)   | Montenegro           | 3–0       | Vittoria  |
| 2015 | Gruppo III, Playoff 1º–4º Posto | 18 luglio      | San Marino (SMR)   | Georgia              | 0–2       | Sconfitta |
| 2016 | Gruppo III, Round Robin         | 2 marzo        | Tallinn (EST)      | Liechtenstein        | 3–0       | Vittoria  |
| 2016 | Gruppo III, Round Robin         | 3 marzo        | Tallinn (EST)      | Kosovo               | 3–0       | Vittoria  |
| 2016 | Gruppo III, Round Robin         | 4 marzo        | Tallinn (EST)      | Grecia               | 3–0       | Vittoria  |
| 2016 | Gruppo III, Playoff 1º–4º Posto | 5 marzo        | Tallinn (EST)      | Moldavia             | 2–0       | Vittoria  |
| 2017 | Gruppo II, 1º Turno             | 3-5 febbraio   | Johannesburg (ZAF) | Sudafrica            | 1–4       | Sconfitta |
| 2017 | Gruppo II, Playoff 1º Turno     | 7-9 aprile     | Tallinn (EST)      | Malta                | 3–2       | Vittoria  |
| 2018 | Gruppo II, 1º Turno             | 3-4 febbraio   | Šiauliai (LTU)     | Lituania             | 1–3       | Sconfitta |
| 2018 | Gruppo II, Playoff 1º Turno     | 7-8 aprile     | Tallinn (EST)      | Tunisia              | 3–2       | Vittoria  |
| 2019 | Gruppo III, Round Robin         | 11 settembre   | Atene (GRC)        | Macedonia del Nord   | 3–0       | Vittoria  |
| 2019 | Gruppo III, Round Robin         | 12 settembre   | Atene (GRC)        | Montenegro           | 3–0       | Vittoria  |
| 2019 | Gruppo III, Round Robin         | 13 settembre   | Atene (GRC)        | Lettonia             | 2–1       | Vittoria  |
| 2019 | Gruppo III, Playoff 1º–4º Posto | 14 settembre   | Atene (GRC)        | Polonia              | 0–2       | Sconfitta |

## Andamento
La seguente tabella riflette l'andamento della squadra dal 1990 ad oggi. Le colonne grigie indicano che la squadra non ha preso parte alla manifestazione in quegli anni, in quanto la squadra non esisteva.
| Pos.           | 90 | 91 | 92 | 93 | 94 | 95 | 96 | 97 | 98 | 99 | 00 | 01 | 02 | 03 | 04 | 05 | 06 | 07 | 08 | 09 | 10 | 11 | 12 | 13 | 14 | 15 | 16 | 17 | 18 | 19 |
| -------------- | -- | -- | -- | -- | -- | -- | -- | -- | -- | -- | -- | -- | -- | -- | -- | -- | -- | -- | -- | -- | -- | -- | -- | -- | -- | -- | -- | -- | -- | -- |
| Campione       |    |    |    |    |    |    |    |    |    |    |    |    |    |    |    |    |    |    |    |    |    |    |    |    |    |    |    |    |    |    |
| Finalista      |    |    |    |    |    |    |    |    |    |    |    |    |    |    |    |    |    |    |    |    |    |    |    |    |    |    |    |    |    |    |
| SF             |    |    |    |    |    |    |    |    |    |    |    |    |    |    |    |    |    |    |    |    |    |    |    |    |    |    |    |    |    |    |
| QF             |    |    |    |    |    |    |    |    |    |    |    |    |    |    |    |    |    |    |    |    |    |    |    |    |    |    |    |    |    |    |
| OF             |    |    |    |    |    |    |    |    |    |    |    |    |    |    |    |    |    |    |    |    |    |    |    |    |    |    |    |    |    |    |
| Qualificazioni | x  | x  | x  | x  | x  | x  | x  | x  | x  | x  | x  | x  | x  | x  | x  | x  | x  | x  | x  | x  | x  | x  | x  | x  | x  | x  | x  | x  | x  |    |
| Gruppo I       |    |    |    |    |    |    |    |    |    |    |    |    |    |    |    |    |    |    |    |    |    |    |    |    |    |    |    |    |    |    |
| Gruppo II      |    |    |    |    |    |    |    |    |    |    |    |    |    |    |    |    |    |    |    |    |    |    |    |    |    |    |    |    |    |    |
| Gruppo III     | x  | x  |    |    |    |    |    |    |    |    |    |    |    |    |    |    |    |    |    |    |    |    |    |    |    |    |    |    |    |    |
| Gruppo IV      | x  | x  | x  | x  | x  | x  | x  |    |    |    |    |    |    | x  |    |    |    |    |    |    | x  | x  | x  | x  | x  | x  | x  | x  | x  |    |

Legenda
- Campione: La squadra ha conquistato la Coppa Davis.
- Finalista: La squadra ha disputato e perso la finale.
- SF: La squadra è stata sconfitta in semifinale.
- QF: La squadra è stata sconfitta nei quarti di finale.
- OF: La squadra è stata sconfitta negli ottavi di finale (1º turno). Dal 2019 sostituito dal Round Robin.
- Qualificazioni: La squadra è stata sconfitta al turno di qualificazione. Istituito nel 2019.
- Gruppo I: La squadra ha partecipato al Gruppo I della propria zona di appartenenza.
- Gruppo II: La squadra ha partecipato al Gruppo II della propria zona di appartenenza.
- Gruppo III: La squadra ha partecipato al Gruppo III della propria zona di appartenenza.
- Gruppo IV: La squadra ha partecipato al Gruppo IV della propria zona di appartenenza.
- x: Ove presente, la x indica che in quel determinato anno, il Gruppo in questione non è esistito.